# Бутел (община)
Бутел (на македонска литературна норма: Бутел) е община в Северна Македония, в най-северната част на град Скопие. Община Бутел обхваща площ от 54,79 km2 и има 36 154 жители. Градските части на общината са делят на няколко квартала – Бутел I, Бутел II и Радишани. В състава на Бутел влизат и селата Визбегово, Любанци, Люботен и Радишани. Бутел е отделена от община Чаир.

## История
Според закона за административно-териториалното деление на Северна Македония и след успешните преговори на албанските политически партии с македонското правителство за формиране на скопски райони с преобладаващо албанско население (с цел община Скопие да бъде двуезичен град – според Охридското споразумение, ако в дадена община 20% от населението е от албански произход, то тогава албанският език е втори официален за тази община), се формира община Бутел.
Така северните части на община Център – Битпазар и Скопската чаршия, се присъединяват към община Чаир, а северните части на община Чаир, които са населени предимно с македонци, формират днешната община Бутел. По този начин община Чаир става населена предимно от албанци.
Въпреки отделянето на районите на Чаир, населени с македонци, и превръщането ѝ в предимно албанска община, това не е достатъчно за да изпълни изискването за 20%-но албанско население. Затова към община Скопие се присъединява община Сарай (заедно с бившата община Кондово) със значителна площ и албанско население. С това се постига целта на албанските политически партии Скопие да стане двуезичен град.

## Население
Община Бутел има 36 154 жители и гъстота на населението 682,08 души/km2. Според националната си принадлежност населението има следния състав:
| Етническа принадлежност | Брой   | Процент |
| северномакедонци        | 22 506 | 62,25%  |
| албанци                 | 9107   | 25,19%  |
| турци                   | 1304   | 3,61%   |
| роми                    | 561    | 1,55%   |
| власи                   | 120    | 0,33%   |
| сърби                   | 1033   | 2,86%   |
| бошняци                 | 970    | 2,68%   |
| други                   | 553    | 2,46%   |